# Manuel de Roda y Arrieta
Manuel de Roda y Arrieta, posthumément marquis de Roda (Saragosse, 1708 - La Granja de San Ildefonso, 1782) était un avocat, homme politique et homme d’État espagnol, et l’un des intellectuels des Lumières dans son pays.
D’extraction modeste, Roda garda de ses années d’étudiant pauvre à Salamanque un durable et tenace ressentiment social, principalement à l’encontre des jésuites, dont il avait pu constater les liens étroits, de parenté et d’intérêts, avec les étudiants nobles et aisés. Il s’associa donc à la cabale contre la Compagnie menée par le XIIe duc d’Albe et, au lendemain de la victoire de celui-ci, vit bientôt s’ouvrir sa carrière politique, sous les espèces d’une nomination au poste d’agente de preces (chargé de présenter les requêtes des prélats espagnols au Vatican), qu’il occupa de 1758 à 1765. Pendant son séjour à Rome, il se lia d’amitié avec les ennemis les plus décidés des jésuites, au point que le nonce à Madrid fut chargé d’engager une campagne contre lui à la cour de Madrid, en stigmatisant Roda pour ses origines roturières. Rappelé en Espagne, Charles III le nomma secrétaire à la Justice, auquel titre Roda se mit en devoir d’influencer Charles III jusqu’à lui faire admettre, par un ensemble de rapports tendancieux, que la Compagnie de Jésus était le pire ennemi pour lui et la famille royale. Avec ses alliés anti-jésuitiques Eleta et Campomanes, Roda mit sur pied la dénommée Enquête secrète, lancée pour identifier les auteurs des troubles de mars 1766 contre le ministre Esquilache, dont il résultera en 1766 un Verdict d’accusation en 746 points, catalogue complet d’incriminations contre la Compagnie de Jésus et ensemble décisif d’arguments propres à faire expulser les jésuites hors d’Espagne en 1767. Quoique bon catholique, il était de conviction régaliste, c’est-à-dire opposé à l’ingérence de l’Église dans la sphère des pouvoirs régaliens exclusifs de la Couronne.

## Biographie

### Jeunes années et formation
Après des études secondaires au collège de jésuites de sa ville natale de Saragosse, il entreprit, à l’université de cette même ville, des études de droit avec le statut de manteísta, ainsi qu’étaient nommés les étudiants pauvres et non nobles, en référence à la cape (manteo) qu’ils portaient comme signe distinctif. Cette circonstance sera chez Roda à l’origine d’un durable ressentiment social. Etudiant universitaire, il trouvait au début, selon le témoignage de ses condisciples, le temps de s’adonner quotidiennement pendant une demi-heure à la méditation dans la chapelle de son ancien collège, mais, constatant peu à peu les liens étroits, de parenté et d’intérêts, unissant les colegiales mayores (étudiants aisés et membres de familles nobles) et les jésuites, il prit ses distances vis-à-vis de ceux-ci et finit par devenir leur ennemi le plus tenace et le plus insidieux.
Ses études une fois achevées, il s’établit à Madrid et exerça comme avocat pendant plusieurs années. Pour améliorer sa situation sociale et économique, il sollicita un canonicat, mais le jésuite Francisco de Rávago, confesseur de Ferdinand VI, ne voulut pas accéder à sa requête. Il se heurta à un même refus lorsqu’il réitéra sa demande auprès du secrétaire à la Grâce et à la Justice, le marquis de Campo de Villar, qui lui répondit, en sa qualité d’ancien colegial mayor, que ces prébendes restaient réservées à ceux de sa caste. C’est sans doute de ce moment que date son adhésion à la cabale du XIIe duc d’Albe, antijésuite déclaré et ennemi du marquis de la Ensenada. Le même Albe trama ensuite la composition du deuxième cabinet ministériel de Ferdinand VI et ouvrit la voie à la carrière politique de Roda.

### Carrière politique

#### Agente de precesà Rome
Roda débuta à Rome comme agente de preces (agent diplomatique chargé de transmettre les requêtes et instances des prélats espagnols au Vatican), poste qu’il occupera de 1758 à 1765, et qu’il exercera à partir de 1760 concomitamment avec celui d’ambassadeur, à la suite du décès du cardinal Portocarrero, titulaire de l’ambassade d’Espagne au Vatican. Dès cette époque, il fréquenta et se lia d’amitié avec les ennemis les plus décidés de la Compagnie de Jésus. Parmi les objectifs de ce groupe figurait celui d’obtenir la béatification du vénérable Juan de Palafox, qui avait été évêque de Puebla, au Mexique, au milieu du XVIIe siècle, et était un ennemi déclaré des jésuites. 
D’autre part, l’étroite amitié qui liait Roda au cardinal Ganganelli, futur pape Clément XIV, faisait l’objet de quantité de commentaires à Rome, et n’était pas vue d’un bon œil par le cardinal Torrigiani, secrétaire d’État de Clément XIII, le souverain pontife alors en exercice, car il considérait Roda comme ouvertement régaliste. Roda en effet estimait qu’il y avait un malentendu, dont tirait parti la curie papale, entre les attributions religieuses et pastorales qui incombaient au pontife, et sa qualité de chef d’un État dans le centre de l’Italie — raison pour laquelle Roda ne parlait jamais, dans ses lettres confidentielles, de « Saint-Siège », mais toujours de « la cour de Rome ». Lors d’une campagne contre les immunités ecclésiastiques dans les duchés de Parme, Plaisance et Guastalla, Roda aida et conseilla efficacement Guillaume Du Tillot, premier ministre de la Parme des Bourbons, en faisant fi des protestations du Saint-Siège, qui se considérait le souverain du duché de Parme.
Entre-temps, Torrigiani faisait tout ce qu’il était possible afin que Roda fût relevé de ses fonctions à Rome, et notamment chargea le nonce à Madrid d’engager une campagne où, en s’appuyant sur la reine mère Élisabeth Farnèse, il s’appliquerait à faire voir au roi qu’avec Roda l’on avait rompu avec la tradition voulant que les ambassadeurs espagnols fussent issus de la noblesse, et que le maintien de Roda à ce poste constituait une flétrissure pour la couronne d’Espagne et pour le Saint-Siège.

#### Secrétariat à la Justice et expulsion des jésuites
Charles III mit à profit la vacance provoquée par la mort du marquis de Campo de Villar, secrétaire à la Grâce et à la Justice, pour nommer Roda comme son successeur pour ce portefeuille ministériel — nomination qui fut aussi la première, au terme de six années de règne, d’un ministre espagnol.
Roda se mit en devoir de conditionner l’esprit de Charles III, avec qui parfois il était en conférence deux fois par jour, jusqu’à lui faire admettre, par un ensemble méticuleusement arrangé de rapports préalablement manipulés, que la Compagnie de Jésus était le pire ennemi pour lui et sa famille royale, en raison, entre autres, de ce que les jésuites professaient la doctrine du tyrannicide — ce qui en réalité était faux, car seul le père Mariana, dans son traité De Rege et Regis Institutione, de 1599, s’y était déclaré favorable, ce pour quoi, du reste, il avait été âprement admonesté par le père général Claudio Acquaviva. Roda n’eut aucune peine à s’attirer les bonnes dispositions du confesseur royal, le franciscain conventuel Joaquín de Eleta, en agitant devant lui l’épouvantail d’une conspiration jésuitique visant à le faire limoger de son ministère de confesseur royal, afin que ce poste fût à nouveau confié aux jésuites, lesquels en avaient été titulaires sans discontinuer depuis l’avènement des Bourbons et jusqu’en 1755. De même, il fut aisé à Roda de mettre de son côté le procureur du Conseil de Castille, Campomanes, rangé depuis plusieurs années déjà sur une ligne régaliste anti-jésuitique. Certes, les autres membres du gouvernement de Charles III n’étaient pas tous aussi viscéralement hostiles à la Compagnie.
Le trio Roda-Eleta-Campomanes fut l’artisan de la dénommée Enquête secrète, lancée pour identifier les auteurs des troubles de mars 1766 contre le ministre Esquilache. Le concepteur et manipulateur de cette vaste opération policière fut Campomanes, qui disposait de l’aide d’un petit groupe de membres du Conseil de Castille, triés sur le volet par Roda ; restaient au contraire absolument exclus de toute participation à cette enquête les dénommés « profès de quatrième vote », c’est-à-dire les jésuites et leurs « terciarios ». De cette enquête secrète, habilement et tendancieusement menée à bien par Campomanes, résultera le 31 décembre 1766 son Verdict d’accusation (Dictamen Fiscal) en 746 points, qui comportait le catalogue le plus complet d’accusations contre l’antique Compagnie de Jésus et fournit les arguments décisifs en vue du bannissement des jésuites hors d’Espagne et de ses territoires d’outre-mer, puis de leur subséquente extinction universelle.
Une fois terminés les travaux du petit groupe « thomiste » (lire : anti-jésuite), soigneusement sélectionné, du Conseil de Castille, travaux concrétisés dans le verdict du procureur, ce fut au tour de l’exécutif, donc du roi, de prendre des dispositions ; durant cette phase du processus d’expulsion, ce fut alors Roda qui joua le rôle principal, surtout par sa fréquentation personnelle avec Charles III, qui lui permit de réussir à convaincre celui-ci que les jésuites avaient été les auteurs occultes, mais efficaces, des algarades contre Esquilache et avaient ainsi provoqué le « real desánimo » (accablement royal) du monarque. Roda intervint de façon décisive au sein d’une commission spéciale qui, sur ordre du roi, se réunissait pour délibérer sur le Dictamen Fiscal, pour se pencher sur les documents fournis par l’Enquête secrète, et pour prononcer un jugement définitif avant de procéder à l’expulsion des jésuites. Ladite commission rédigea un document, qui est demeuré dissimulé aux chercheurs plus de deux siècles durant ; portant la date du 20 février 1767 et écrit de la main même de Roda, il rappelle que l’office du monarque est celui de « père commun de tous ses vassaux, pour la tranquillité et la quiétude des peuples et la sécurité de l’État », énonce que les membres de la commission visent avant tout « à la sécurité de sa sainte personne et de son auguste famille », et souligne que jusqu’à présent aucune satisfaction n’avait encore été apportée « à l’honneur de la majesté [royale] et à la vindicte publique [causée] par les graves et exécrables offenses commises dans les injures passées ».
Roda chargea le président du Conseil de Castille, le comte d’Aranda, de l’exécution. Cependant, lui-même continua pour sa part d’agir dans le sens de son dessein d’éradiquer d’Espagne tout ce qui pouvait seulement évoquer le jésuitisme, comme par exemple la doctrine philosophique et théologique du père Francisco Suárez, ou les dévotions les mieux établies dans les temples de la Compagnie. C’est de Roda que proviennent les éloquentes lignes suivantes : « Il ne suffit pas d’éteindre les jésuites. Il est nécessaire d’éteindre le jésuitisme, et, dans les pays où ils ont été, jusqu’au souvenir de leur doctrine, de leur politique et de leurs mœurs ».
La tâche de l’extinction proprement dite n’échut pas au secrétariat à la Grâce et à la Justice, mais au premier secrétariat d’État, sous l’autorité de Grimaldi. Toutefois, l’action de Roda fut encore décisive à trois moments importants : premièrement, à l’occasion du Monitorio de Parma en janvier 1768, Roda faisant en sorte qu’une anodine protestation des Cours bourbonniennes contre la Cour de Rome — lesquelles au début ne réclamaient rien autre qu’une réparation pour l’offense infligée à la branche mineure de l’« auguste » famille — tournât à une exigence vindicative tendant à la suppression de la Compagnie ; deuxièmement, lors du conclave de 1769, où, par le biais d’Azpuru, alors ambassadeur d’Espagne, il favorisa avec habileté la candidature de Ganganelli, frère mineur conventuel, à la fonction pontificale (sous le nom de Clément XIV) ; enfin, lorsqu’il influa sur l’esprit de Charles III afin que celui-ci restât le héraut de la cause de l’extinction, nonobstant que la France, impliquée dans le même processus d’expulsion, fît désormais montre de tiédeur après que vers la fin de 1770 le ministre Choiseul eut été politiquement écarté.
Quant aux colegios mayores, taxés par Roda de refuge pour une caste de privilégiés et d’accapareurs des postes les plus importants et les plus lucratifs de l’État et de l’Église, il s’appuiera sur l’hébraïste valencien Francisco Pérez Bayer et sur l’évêque de Salamanque, Felipe Bertrán, pour les démanteler, en veillant à ce que les manteístas eussent désormais eux aussi accès à ces études.

### Fin de carrière
Roda était un homme de livres, et assurément le ministre ayant la culture la plus vaste du XVIIIe siècle, sur le même pied, à cet égard, que Campomanes et Jovellanos. Il était en contact épistolaire avec les principales villes d’Europe qui le tenaient ponctuellement au courant des dernières nouveautés bibliographiques, plus particulièrement sur les sujets en rapport avec le régalisme, le jansénisme et les jésuites. Par disposition testamentaire, sa riche bibliothèque — « ma dame », ainsi qu’il avait coutume de l’appeler — fut léguée à l’ancien collège de jésuites de Saragosse, reconverti en Séminaire royal Saint-Charles-Borromée. 
Roda avait quelques préoccupations réformistes dans le domaine de la pédagogie et des plans d’enseignement. Très souvent, il évoquait la « bonne doctrine » qu’il y aurait à dispenser dans les collèges et universités, mais sans préciser plus avant en quoi elle consistait, hormis une longue lettre programmatique sur l’éducation de ses neveux, les fils de son cousin par alliance, Miguel Joaquín de Lorieri. Il tenta certes de réformer l’université espagnole, mais mourut avant d’avoir pu obtenir des résultats durables.
Il fut l’un des cofondateurs de l’Académie royale d'histoire (1735-1738).
Il semble que Roda eût finalement cessé d’être le ministre préféré ou l’un des préférés de Charles III, qui ne prêtait plus d’oreille aussi complaisante à celui qui, sur tant de questions et au cours de si longues années, avait été pour lui une sorte d’oracle. Cependant, il continua d’être titulaire du secrétariat à la Grâce et à la Justice, et Charles III lui octroya le titre posthume de marquis de Roda, qui devait passer à son cousin Miguel Joaquín Lorieri.
Roda ne se maria jamais, et on ne lui connaissait pas d’enfants illégitimes. Il resta fidèle à l’Église catholique et laissa d’abondantes traces écrites des dévotions qu’il pratiquait. Il s’attacha à se préparer à la mort par une vie plus recueillie et centrée sur le « unum necessarium ». S’il fut soupçonné de jansénisme, il a pu être démontré cependant qu’il n’éprouvait de sympathie que pour quelques-uns des postulats jansénistes, plus précisément sur le versant politique et épiscopaliste propre au jansénisme du XVIIIe siècle, et non pas tant sur son versant moralisant. Il incarnait en outre les principes du régalisme dix-huitiémiste et lutta contre l’ingérence de l’Église dans la sphère réservée aux pouvoirs régaliens de la Couronne, œuvrant p. ex. contre les immunités ecclésiastiques et contre certains pouvoirs, excessifs à ses yeux, du nonce, qualifié de « meuble inutile » par lui et par son ami et confident à Rome José Nicolás de Azara.

## Source
- (es) Isidoro Pinedo Iparraguirre, « Manuel de Roda y Arrieta (dans Diccionario Biográfico Español) », Madrid, Real Academia de la Historia, 2018 (consulté le 2019)
- Notices d'autorité :   - VIAF
  - ISNI
  - BnF (données)
  - IdRef
  - LCCN
  - Espagne
  - WorldCat